# Родригес да Кунья, Нелсон
Нелсон Родригес да Кунья (порт. Nelson Rodrigues da Cunha; род. 1966, Бразилия) — бразильский футболист, тренер.

## Карьера
Нельсон некоторое время играл в молодёжном составе «Ботафого», но по совету отца, отказался от своей футбольной карьеры, чтобы продолжить учёбу.
В возрасте 17 лет он поступил на факультет физической культуры; в 1988 году он получил лицензию на обучение, и на юношеском уровне он неожиданно выиграл с клубом «Португеза» (Рио-де-Жанейро) титул, отобрав его у «Фламенго». Впоследствии, он отправился на стажировку в ливийский «Аль-Дхара», который переживал трудный период и подвергался риску вылета из чемпионата. Под руководством бразильского тренера клуб восстановился и добился хороших результатов.